# Somianka (gmina)
Somianka – gmina wiejska w województwie mazowieckim, w powiecie wyszkowskim. W latach 1975–1998 gmina położona była w województwie ostrołęckim.
Siedziba gminy to Somianka. Według danych z 30 czerwca 2004 gminę zamieszkiwały 5542 osoby.

## Struktura powierzchni
Według danych z roku 2002 gmina Somianka ma obszar 116,38 km², w tym:
- użytki rolne: 72%
- użytki leśne: 15%

Gmina stanowi 13,28% powierzchni powiatu.

## Demografia

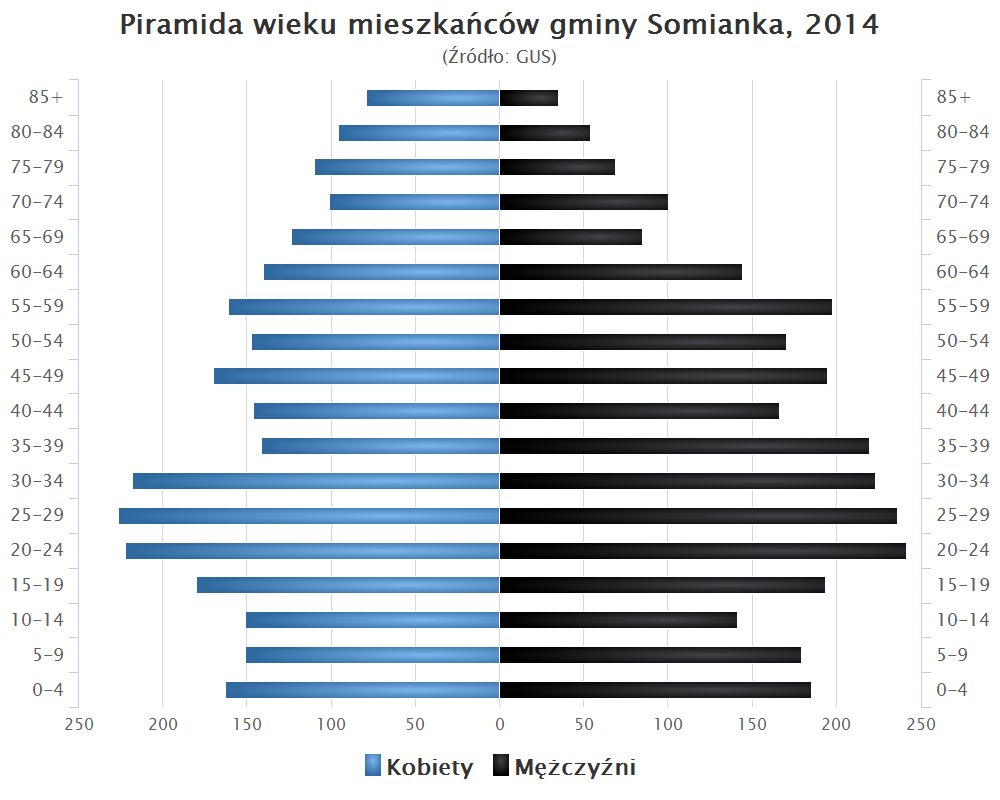
Piramida wieku mieszkańców gminy Somianka w 2014 roku

Dane z 30 czerwca 2004:
| Opis                              | Ogółem | Ogółem | Kobiety | Kobiety | Mężczyźni | Mężczyźni |
| --------------------------------- | ------ | ------ | ------- | ------- | --------- | --------- |
| jednostka                         | osób   | %      | osób    | %       | osób      | %         |
| populacja                         | 5542   | 100    | 2752    | 49,7    | 2790      | 50,3      |
| gęstość zaludnienia (mieszk./km²) | 47,6   | 47,6   | 23,6    | 23,6    | 24        | 24        |

## Zabytki
- Barcice (województwo mazowieckie)
  - drewniany kościół pw. św. Stanisława Biskupa z XVIII wieku
  - dzwonnica
  - cmentarz rzymskokatolicki

- Janki (powiat wyszkowski)
  - dwór z XIX wieku

- Kręgi (powiat wyszkowski)
  - pałac z XIX wieku

- Popowo Kościelne (województwo mazowieckie)
  - kościół par. pw. Narodzenia NMP z 1906 roku
  - plebania z 1838 roku
  - cmentarz rzymskokatolicki założony w 1837 roku
  - cmentarz żydowski z XVIII/XIX wieku

- Popowo-Parcele
  - zespół pałacowy,
  - pałac
  - park

- Skorki
  - obelisk nagrobny z 1918 roku

- Somianka
  - dwór z XIX wieku
  - rządcówka z 1923 roku

- Stary Mystkówiec
  - spichlerz z kamienia ciosanego z 1925 roku

- Suwin
  - wiatrak "Koźlak" z 1880 roku

- Wola Mystkowska
  - kościół z 1935 roku
  - drewniany krzyż na cmentarzu rzymskokatolickim

## W filmie
Na terenie gminy Somianka realizowano zdjęcia do filmów: Miszmasz, czyli kogel-mogel 3 (2019), Koniec świata, czyli kogel-mogel 4 (2022) i Supernova (2019).

## Sołectwa
Barcice, Celinowo, Henrysin, Huta Podgórna, Jackowo Dolne, Jackowo Górne, Janki, Jasieniec, Kręgi, Michalin, Nowe Kozłowo, Nowe Płudy, Nowe Wypychy, Ostrowy, Popowo Kościelne, Popowo-Parcele, Skorki,  Somianka, Somianka-Parcele, Somianka Zaszosie, Stare Kozłowo, Stary Mystkówiec, Stare Płudy, Stare Wypychy, Suwin, Ulasek, Wielątki Rosochate, Wielęcin, Wola Mystkowska, Wólka Somiankowska, Zdziebórz
Miejscowości bez statusu sołectwa:  Leśniczówka Popowo, Leśniczówka Somianka, Popowo-Letnisko i Osiny.

## Sąsiednie gminy
Dąbrówka, Rząśnik, Serock, Wyszków, Zatory